# Schweizerische Vereinigung für Sozialpolitik
Die Schweizerische Vereinigung für Sozialpolitik (SVSP) wurde 1926 gegründet (im Umfeld der Internationalen Arbeitsorganisation (IAO) in Genf). Ihr Sitz befindet sich in Bern. Bei der SVSP handelt sich um eine Nicht-Regierungsorganisation, die das in der Wissenschaft erarbeitete Wissen zur Sozialen Sicherheit Politik und Praxis vermitteln will. Sie tut dies mit Tagungen und Publikationen. 
Auf internationaler Ebene verfolgt die Internationale Vereinigung für Soziale Sicherheit (IVSS) ähnliche Zielsetzungen. Der Sitz der IVSS ist Genf.
2003 hat Vereinigung das Wörterbuch der Sozialpolitik herausgegeben, das sich nicht nur auf die schweizerischen Verhältnisse beschränkt. Es stellt eine Abbildung des interdisziplinären Wissens (aus Sicht der SVSP) zu vielen Fragen der sozialen Sicherheit dar (Sozialversicherung, Sozialhilfe, sozio-ökonomische Verhältnisse, Grundfragen der Soziologie, des Sozialrechts, der Wirtschaft). 
Die Internationale Revue für Soziale Sicherheit ist eine internationale Vierteljahreszeitschrift auf dem Gebiet der sozialen Sicherheit: Führende Experten der aus aller Welt stellen internationale Vergleiche und ausführliche Studien vor sowie Analysen der Systeme der sozialen Sicherheit in den verschiedenen Ländern.